# Абафи, Леопольд Бранислав
Леопольд Бранислав Абафи (словац. Leopold Branislav Abaffy; 18 февраля 1827, Арадац, Австрийская империя (сегодня Воеводина, Средне-Банатский округ, община Зренянин Сербия) — 27 февраля 1883, там же) — словацкий писатель

, драматург, публицист, историк культуры, редактор и евангельский пастор. Псевдонимы Бранко Ровинов, Л. Б. Ровинов.

## Биография
Сын пастора. Участвовал в работе Славянского съезда (1848). Во время Венгерской революции 1848—1849 годов выступал, как противник Лайоша Кошута. В 1855 году был рукоположен. Служил приходским священником в Арадаце.
С 1881 по 1882 год был редактором основанного им проповеднического журнала «Slovo života» («Слово жизни»). Он был приговорен к штрафу и лишен места.
Позже за статью, осуждающую мадьяризацию и критику венгерской политики в Словакии, в его журнале «Slovo života» («Слово жизни»), которую сочли «панславянской агитацией», был осуждён, лишился должности священника и приговорён к денежному штрафу.
Писать начал во время учёбы в Левоча, где он был членом студенческих объединений и публиковал свои стихи, прозу и драмы. Автор ряда рассказов («Trzy groby»), занимался созданием религиозной литературы.

## Избранные произведения

### Проза
- Na rákosí, 1863, рассказ
- Tri hroby, 1864, новелла

### Драмы
- Bozkovci

### Поэзия
- Pomnenka na slavjanskou besedu 1838, сборник стихов

### Духовые работы
- Ježiš a Zacheus, alebo opravdove obrácenie sa
- Tým miernym, 1875